# Tatiana Korotkevitch
Tatiana Korotkevitch, née le 8 mars 1977, est une femme politique biélorusse,.